# Biserica fortificată din Seleuș (Zagăr)

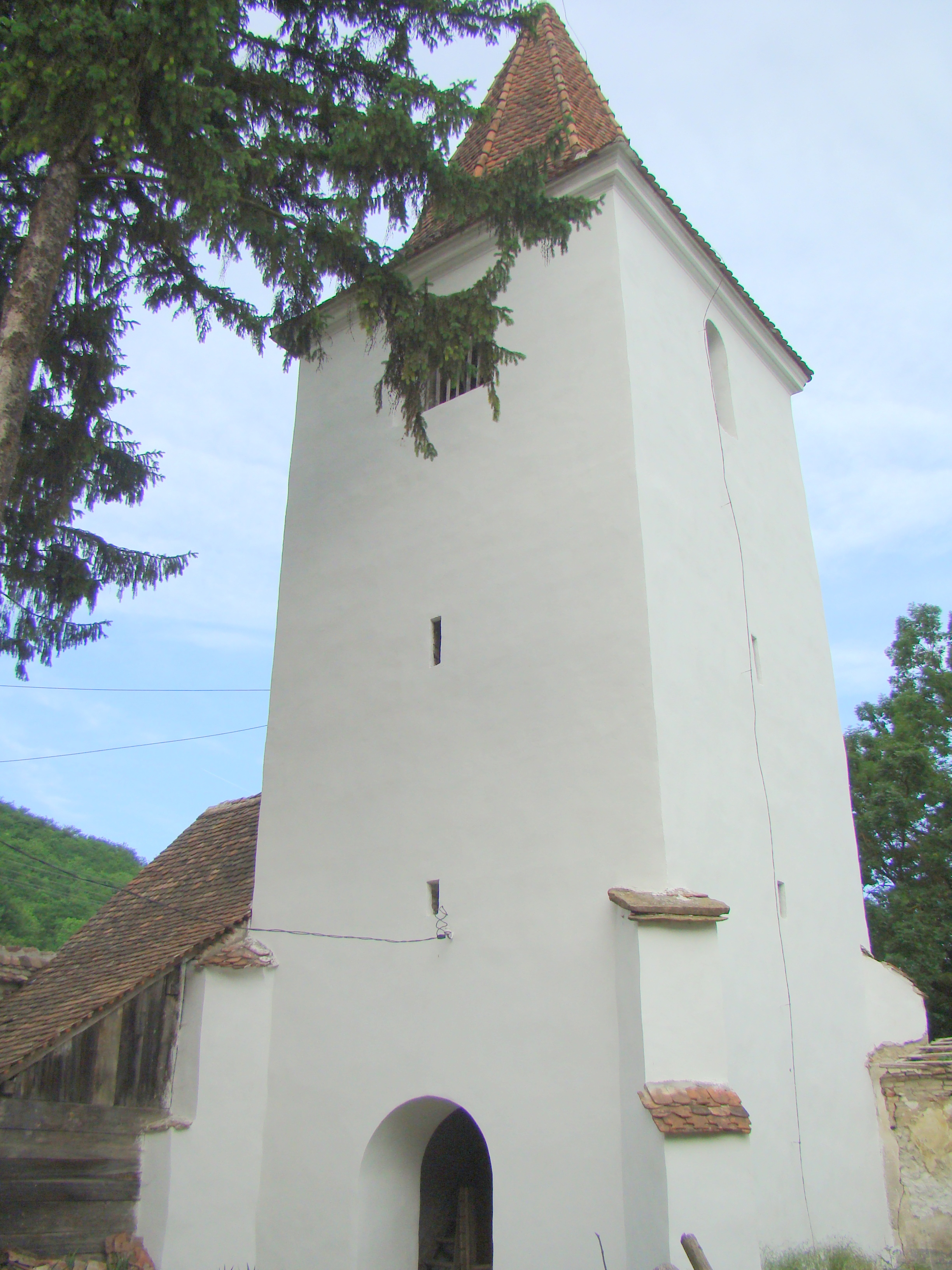
Turnul

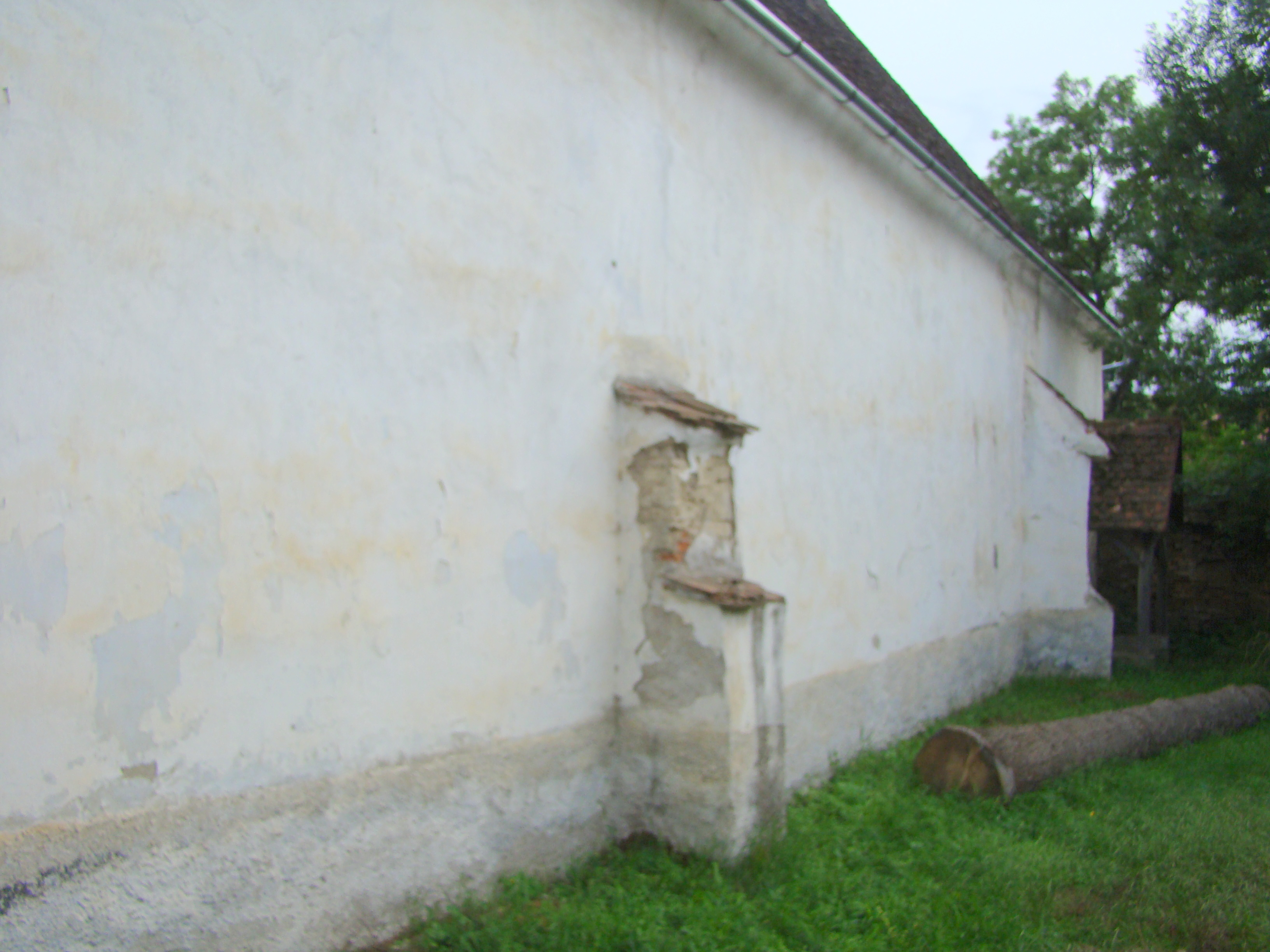
Zidul de incintă

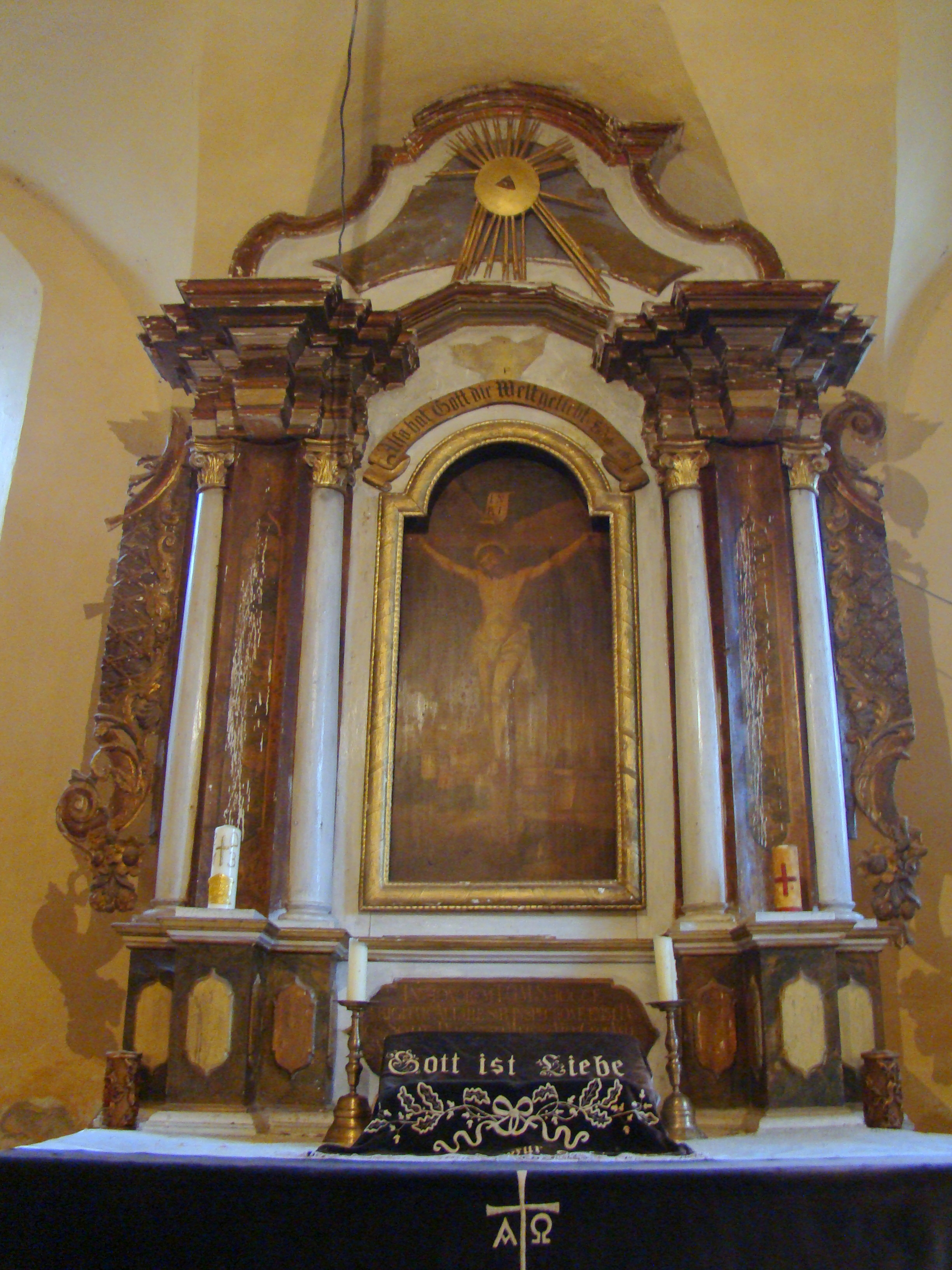
Altarul

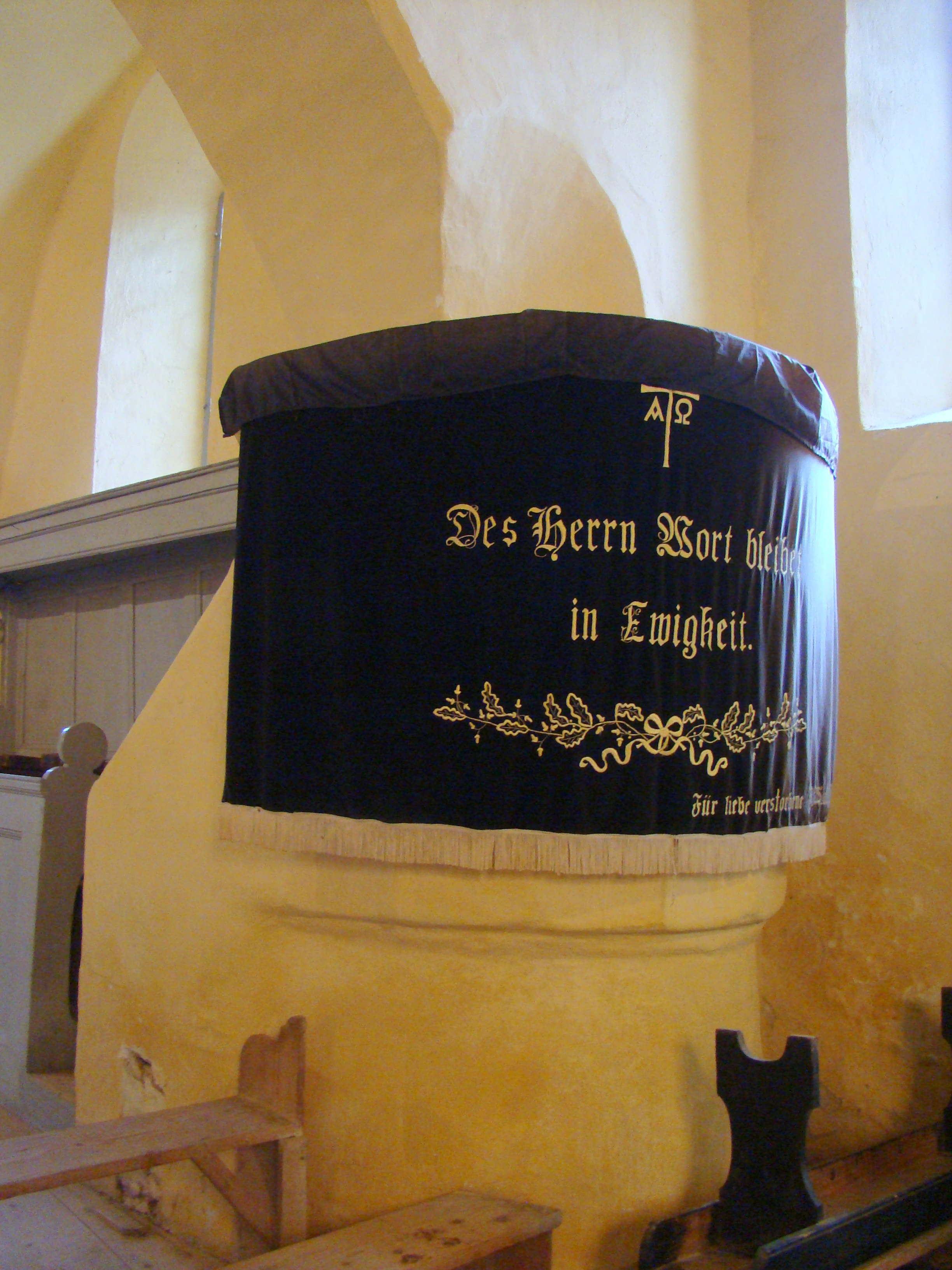
Amvonul

Biserica evanghelică fortificată din Seleuș (Zagăr) este un ansamblu de monumente istorice aflat pe teritoriul satului Seleuș, comuna Zagăr.
Ansamblul este format din două monumente:
- Biserica evanghelică (cod LMI MS-II-m-A-15802.01)

- Incinta și turnul-clopotniță (cod LMI MS-II-m-A-15802.02)

## Localitatea
Seleuș (cunoscut mai demult și ca Seleușul Mic, Seleușul Săsesc sau Seleușu) (în dialectul săsesc Klinalesch, Klînâleš, în germană Klein-Alisch, în maghiară Szászszőllős, Kisszőllős, Szőllős) este un sat în comuna Zagăr din județul Mureș, Transilvania, România.

## Biserica
Construcția bisericii sală a început în secolul XV și a continuat pe parcursul secolului următor. Actualul turn clopotniță datează din anul 1758, iar zidul de incintă din anul 1759.

## Imagini din exterior

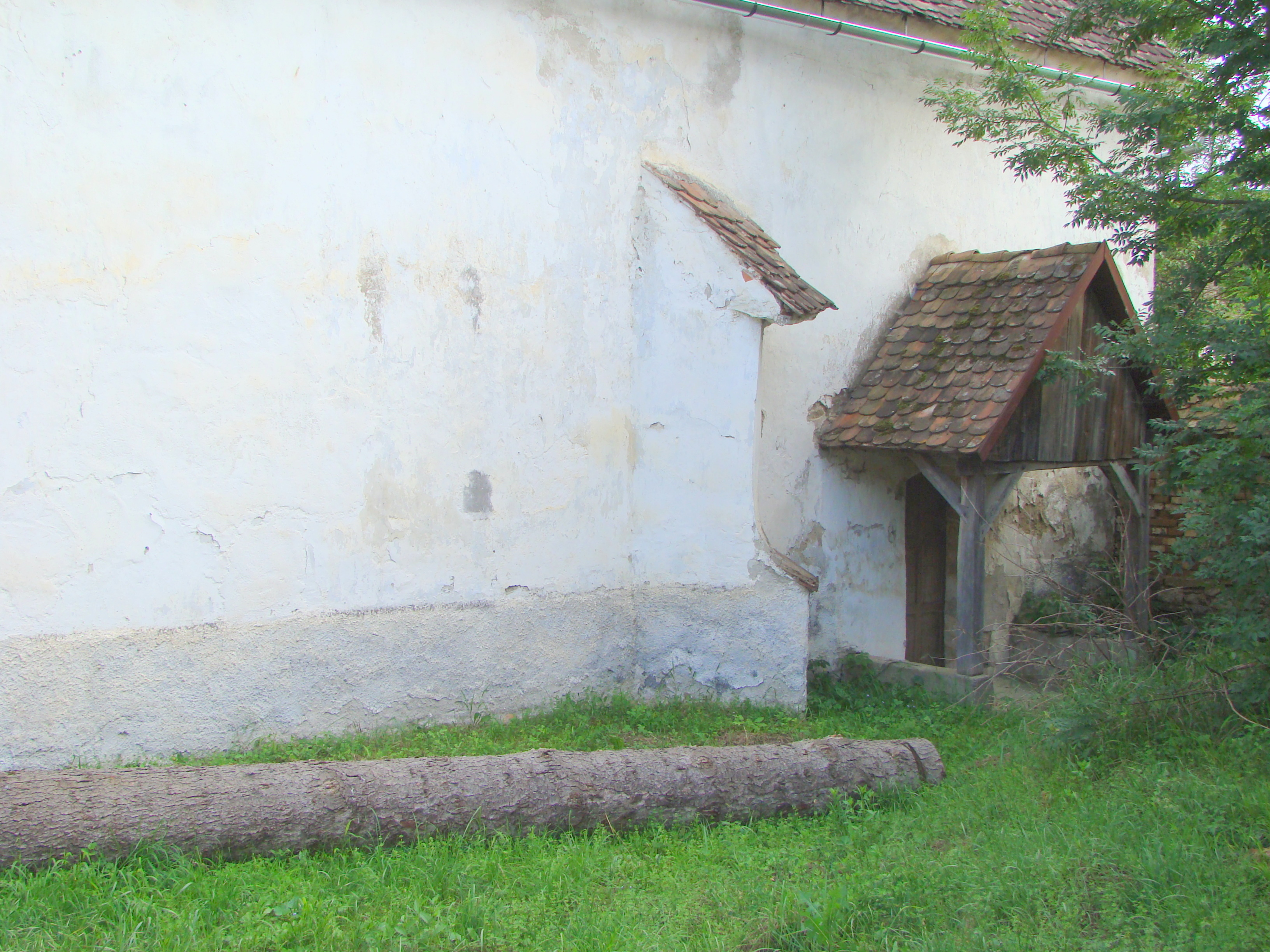
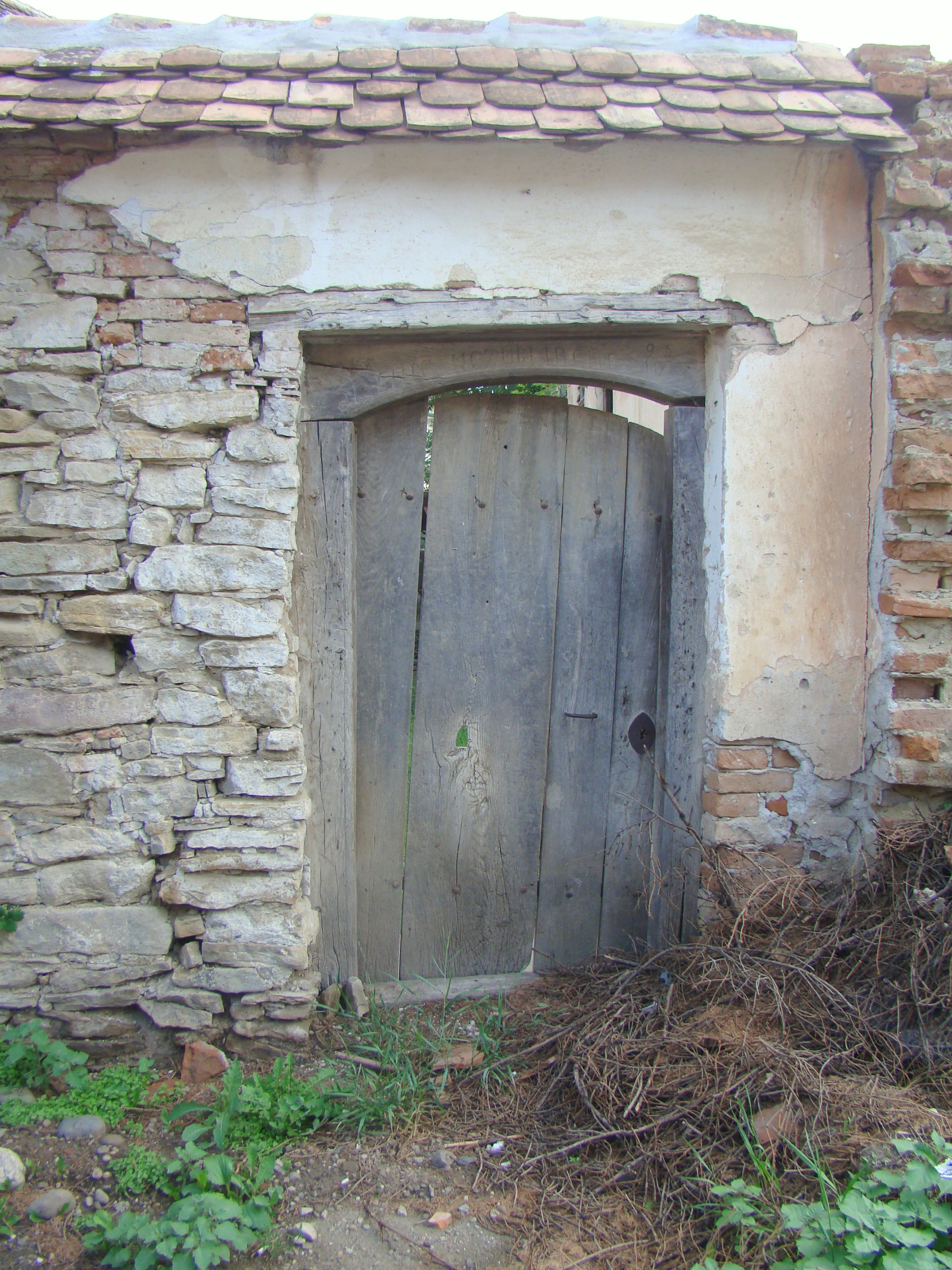
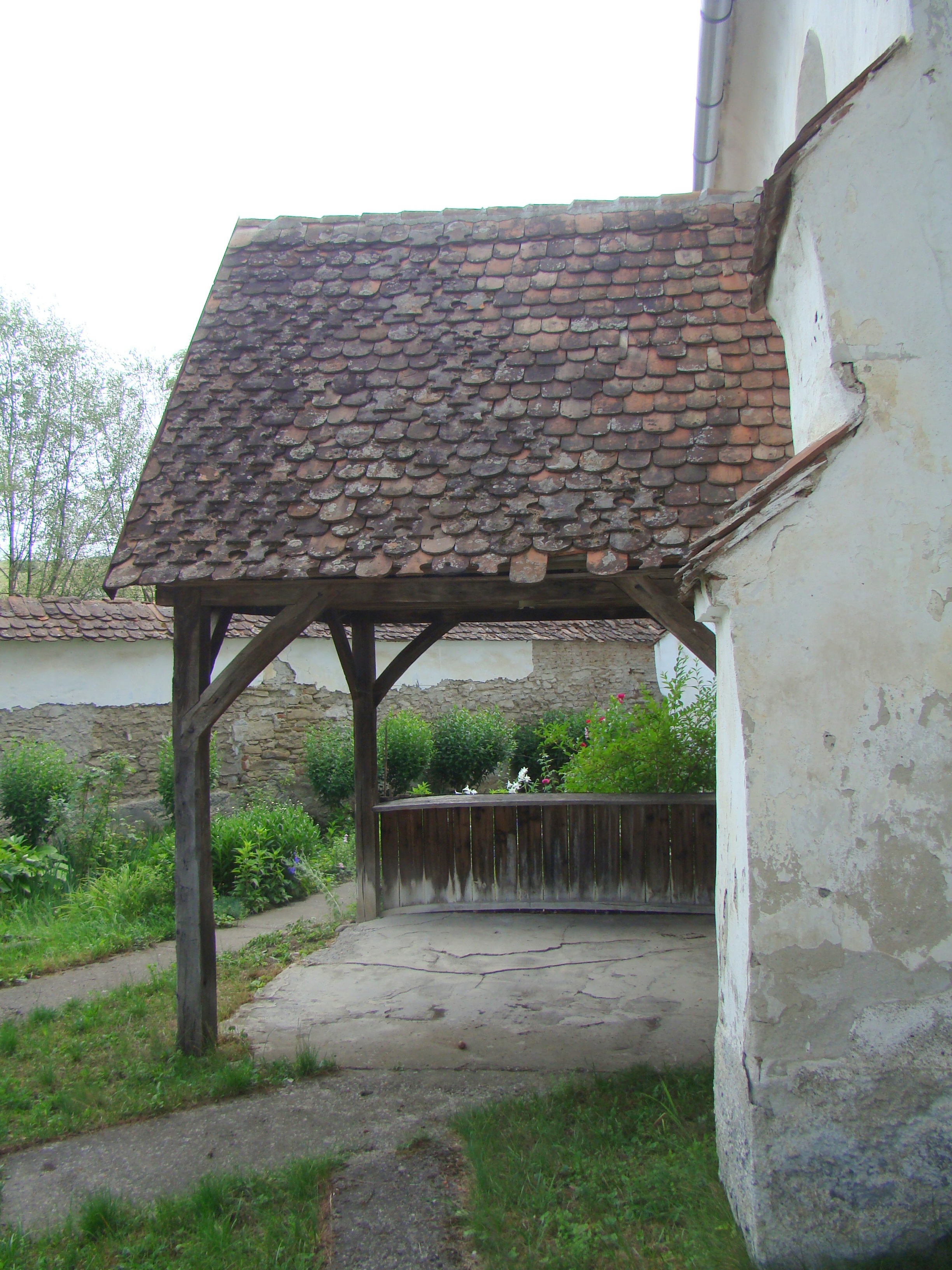
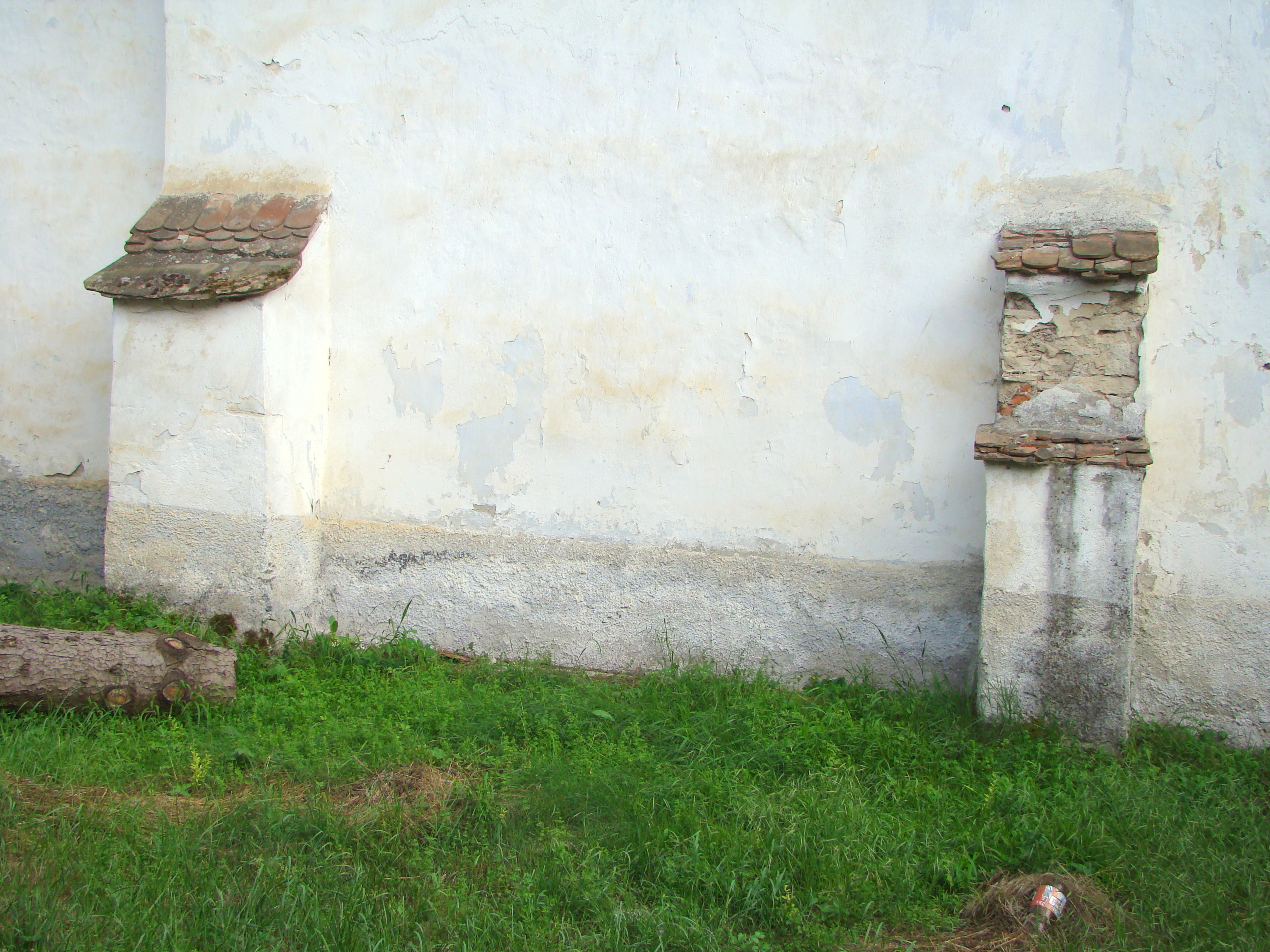
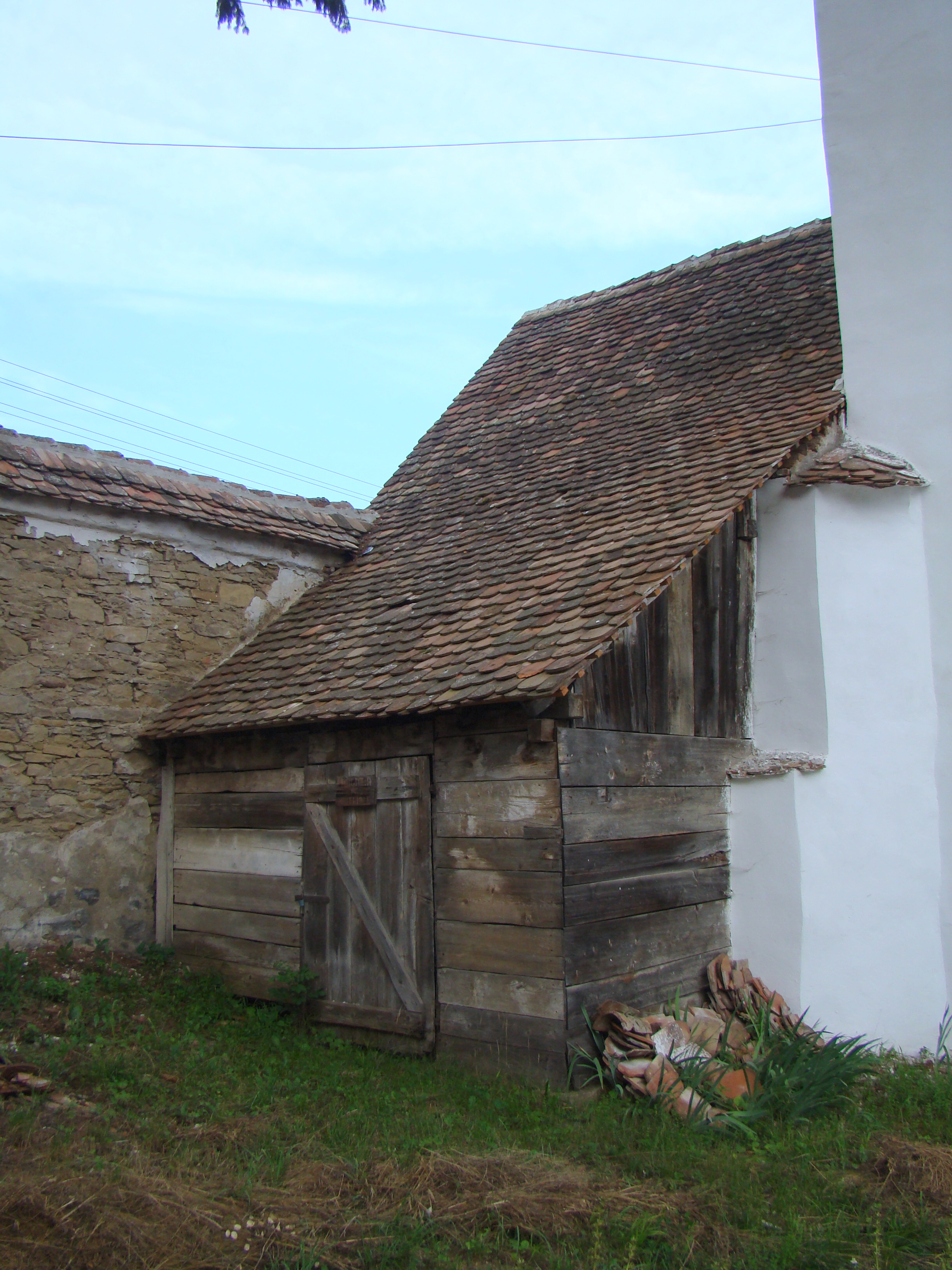
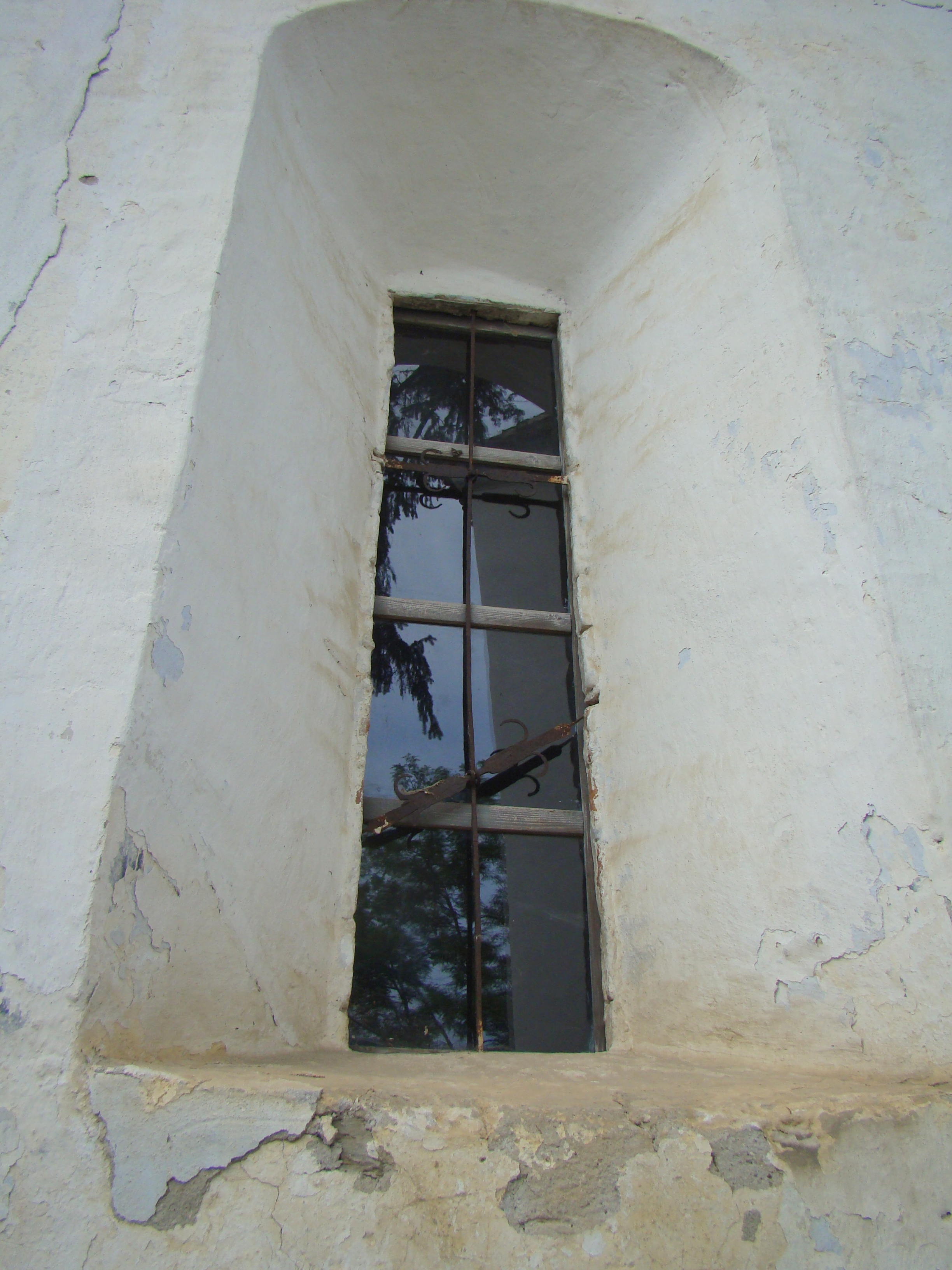
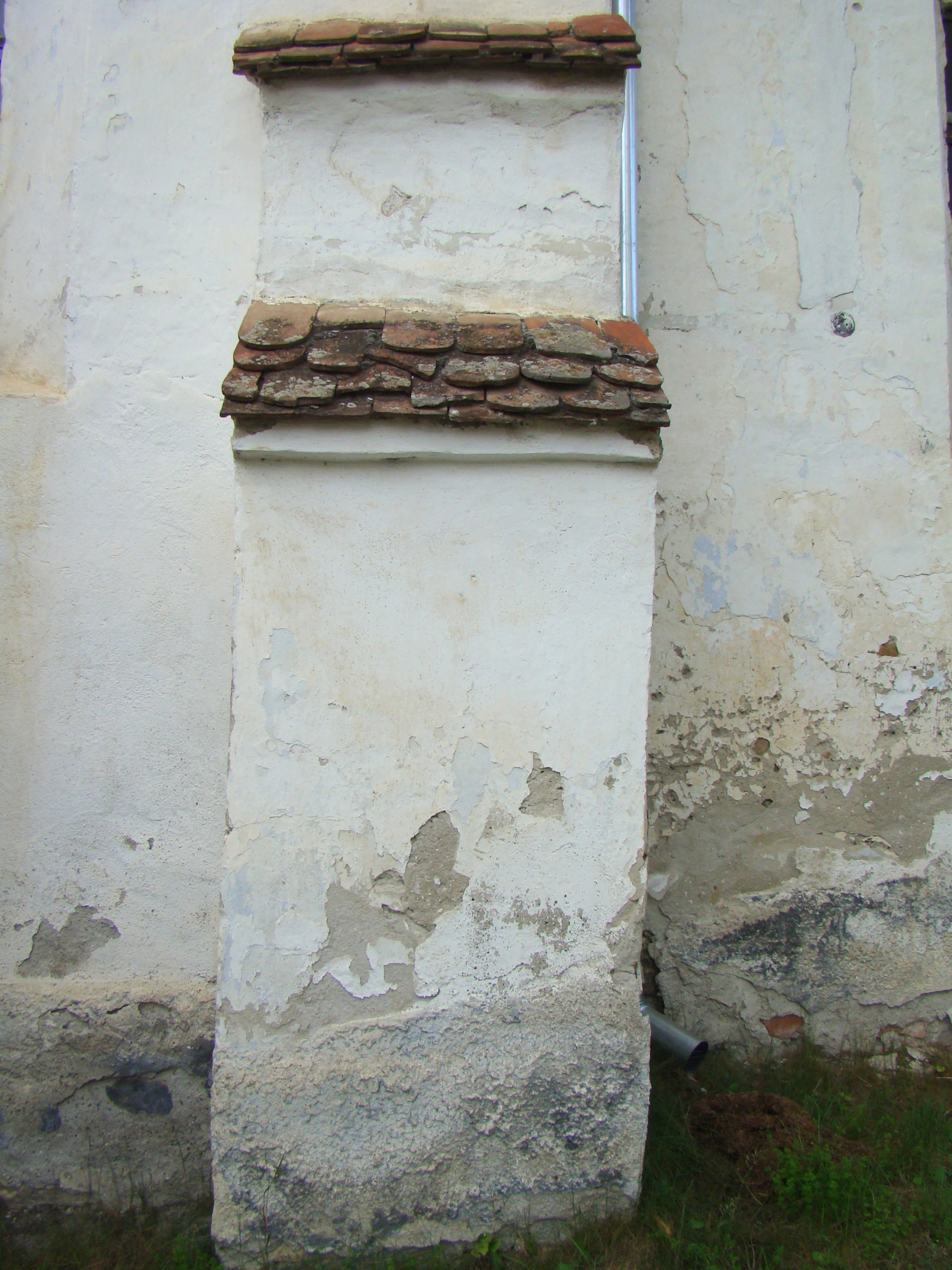
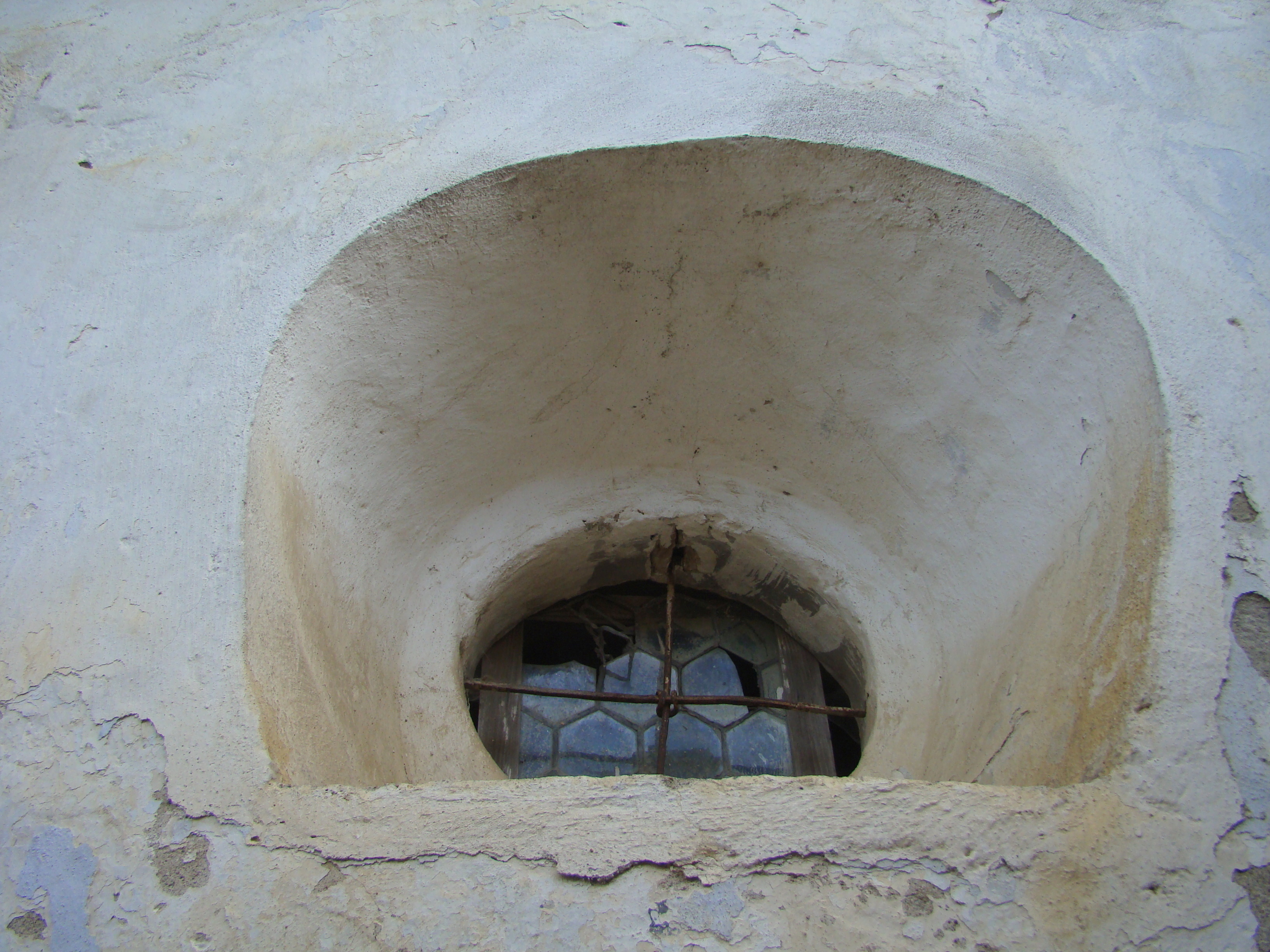
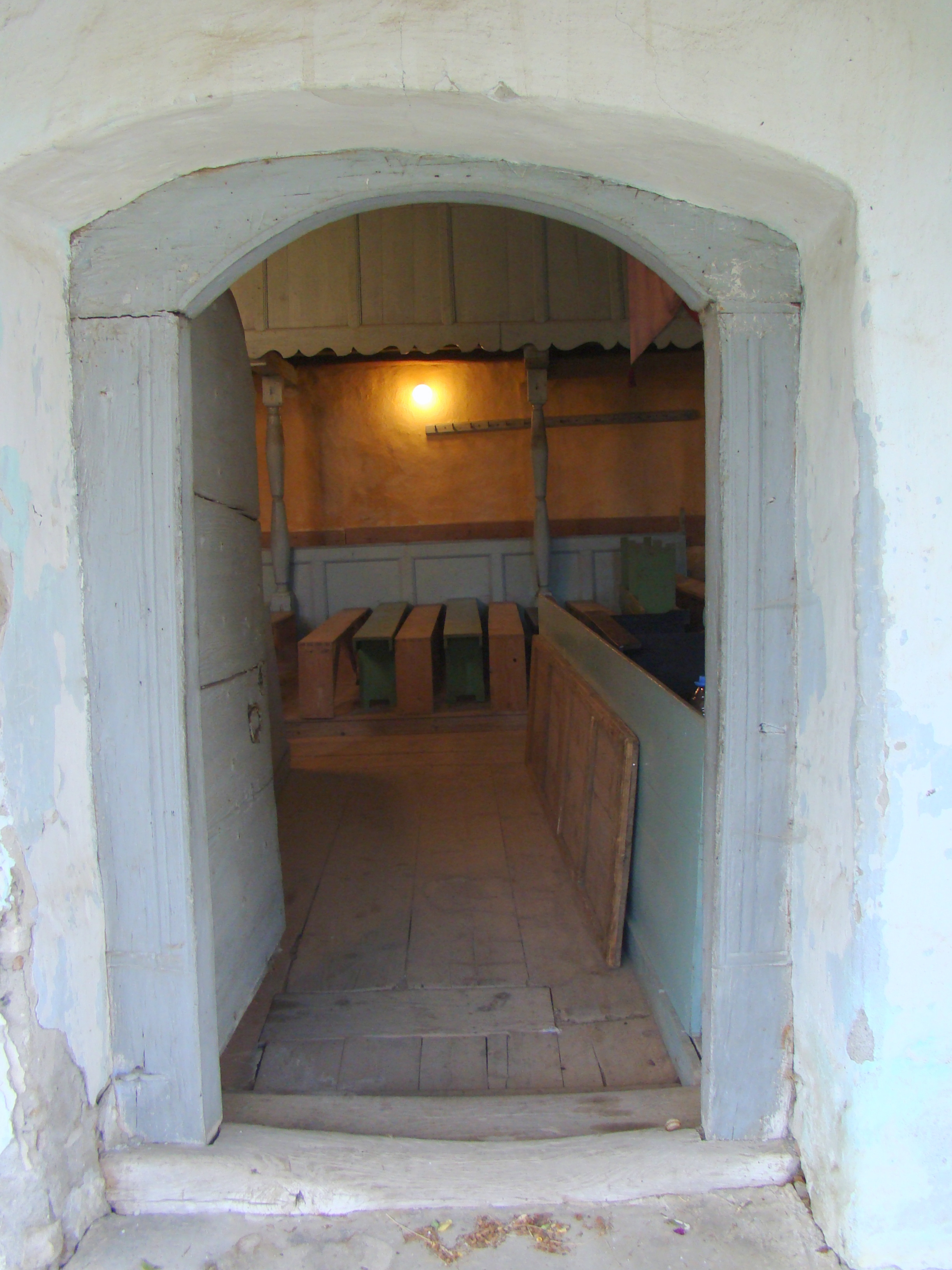
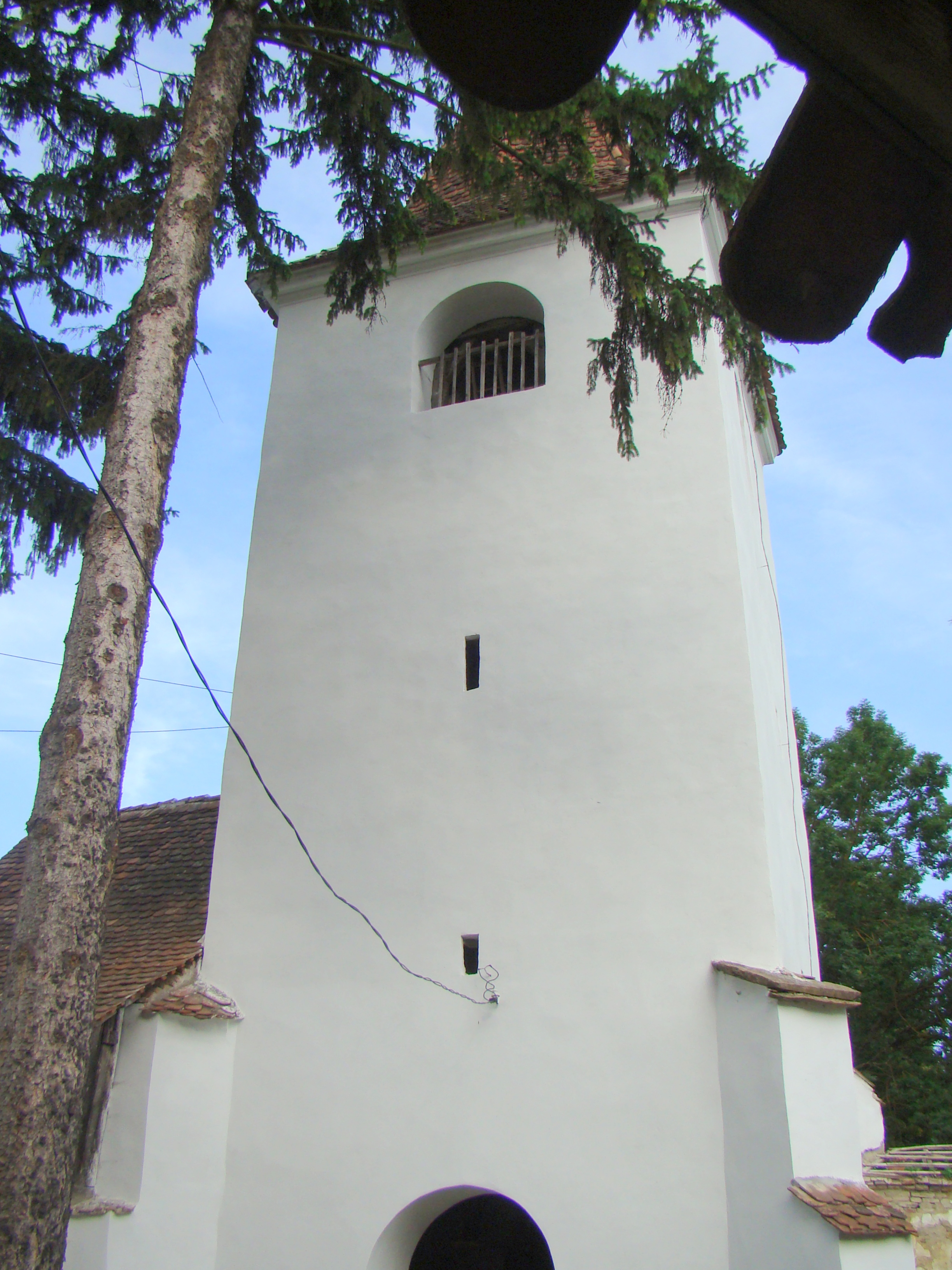

## Imagini din interior

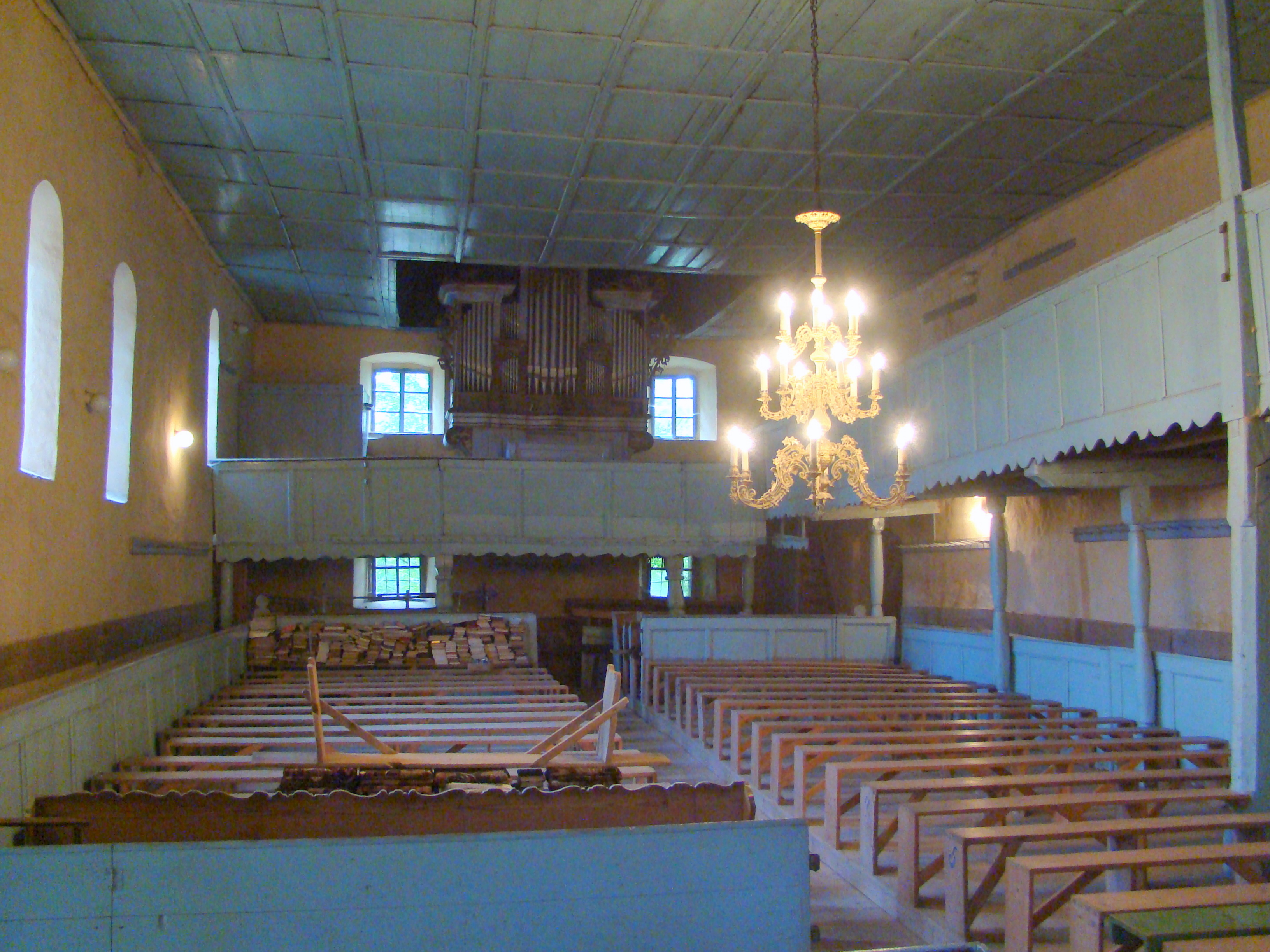
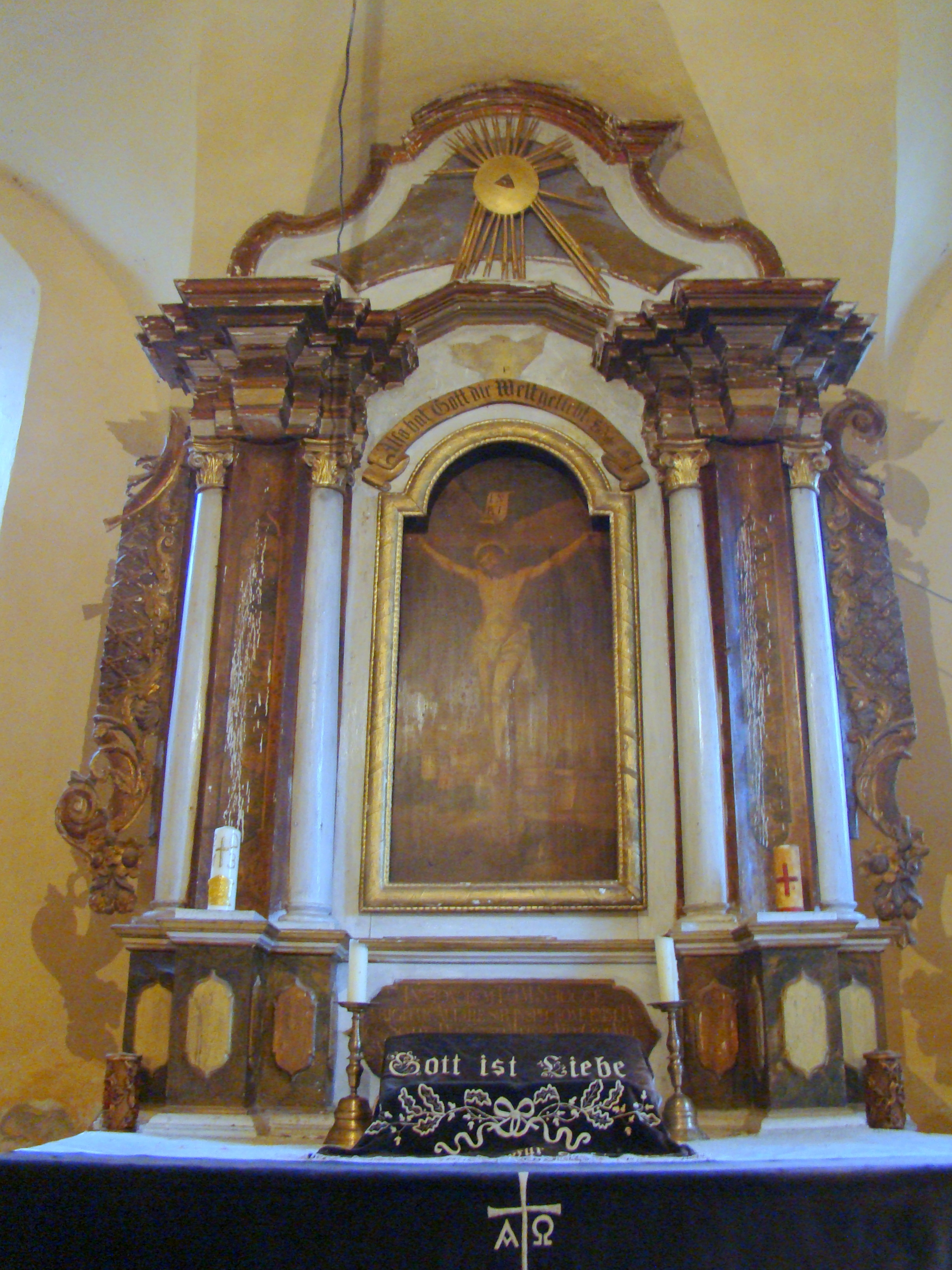
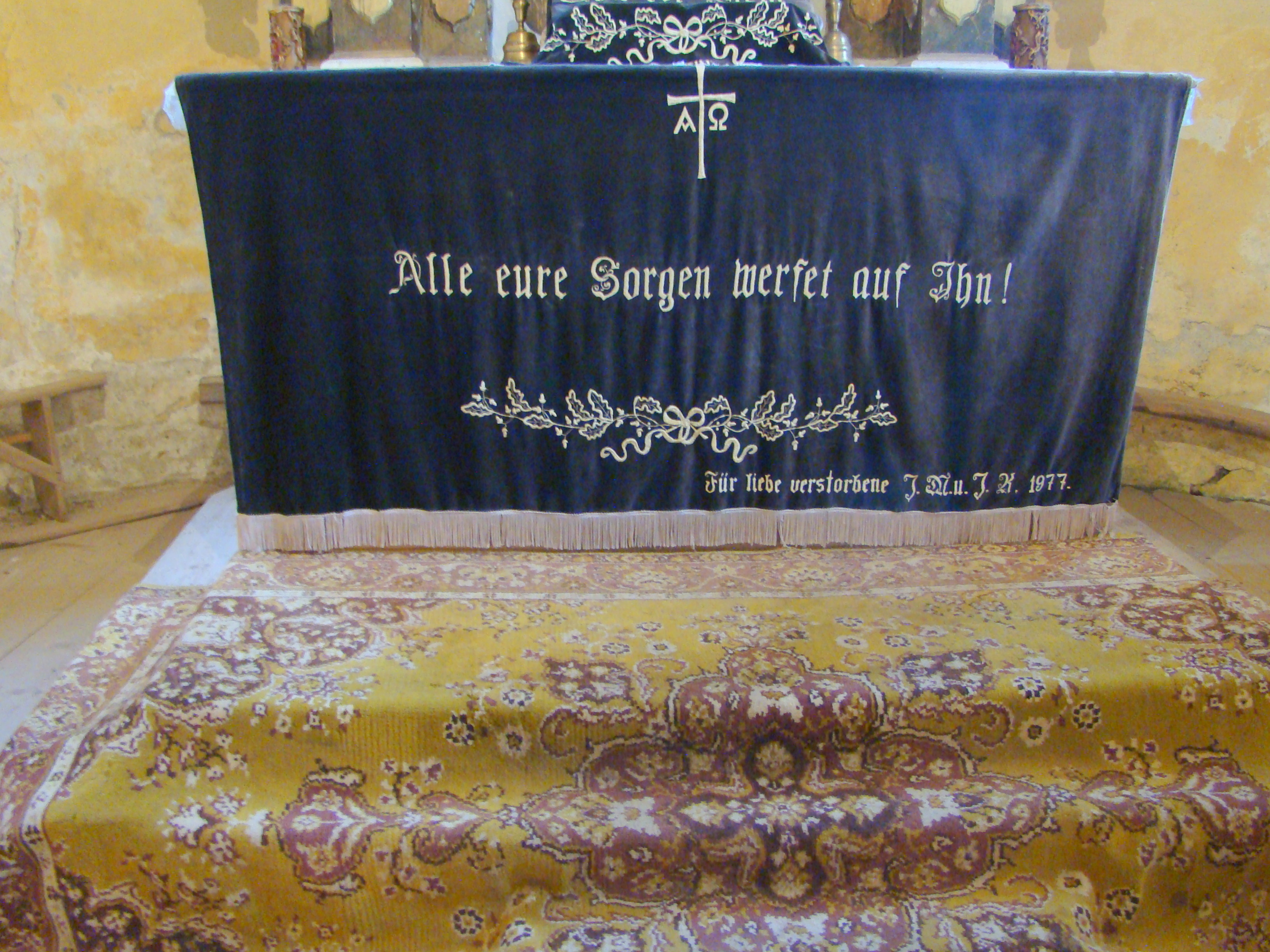
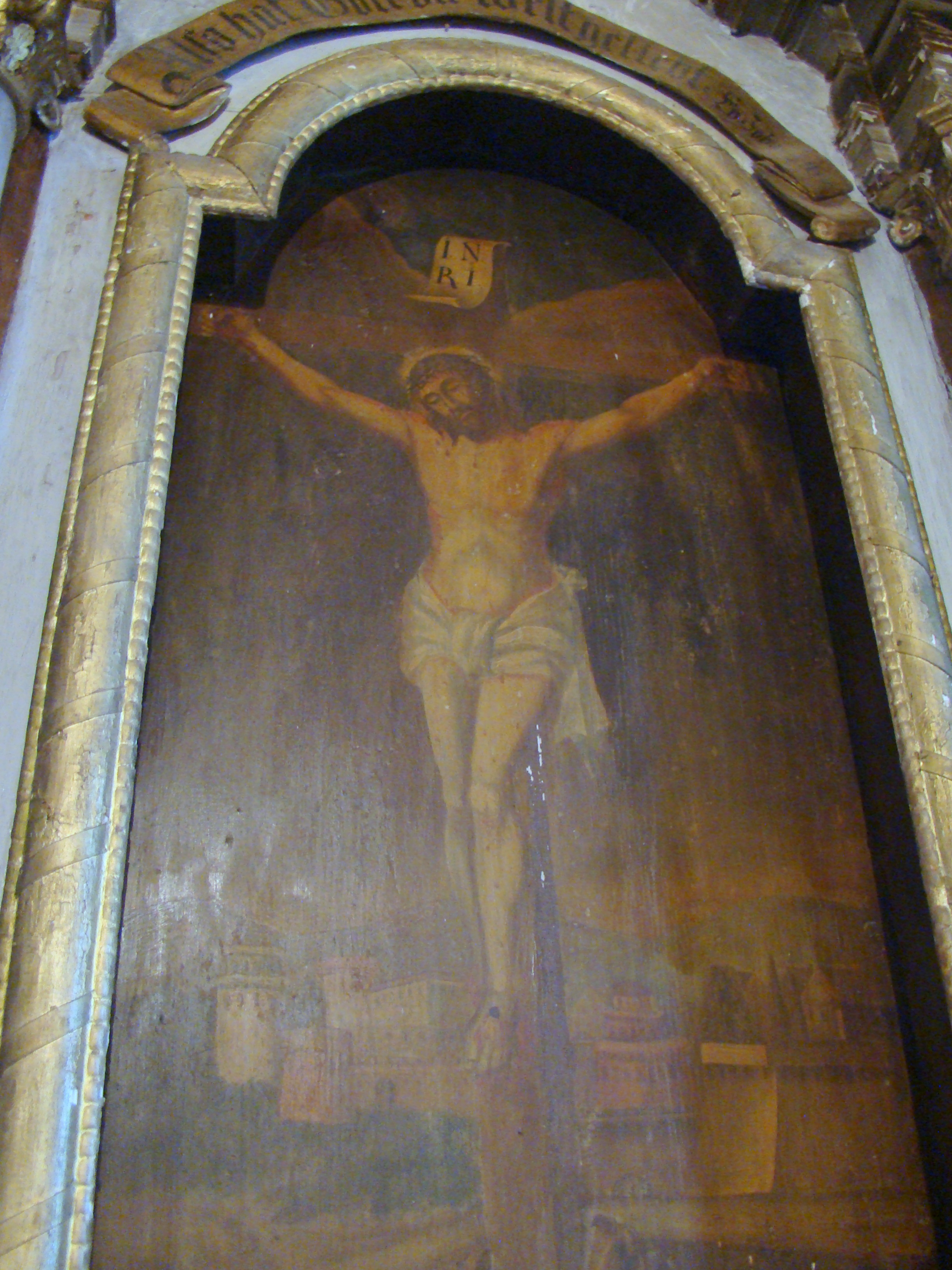
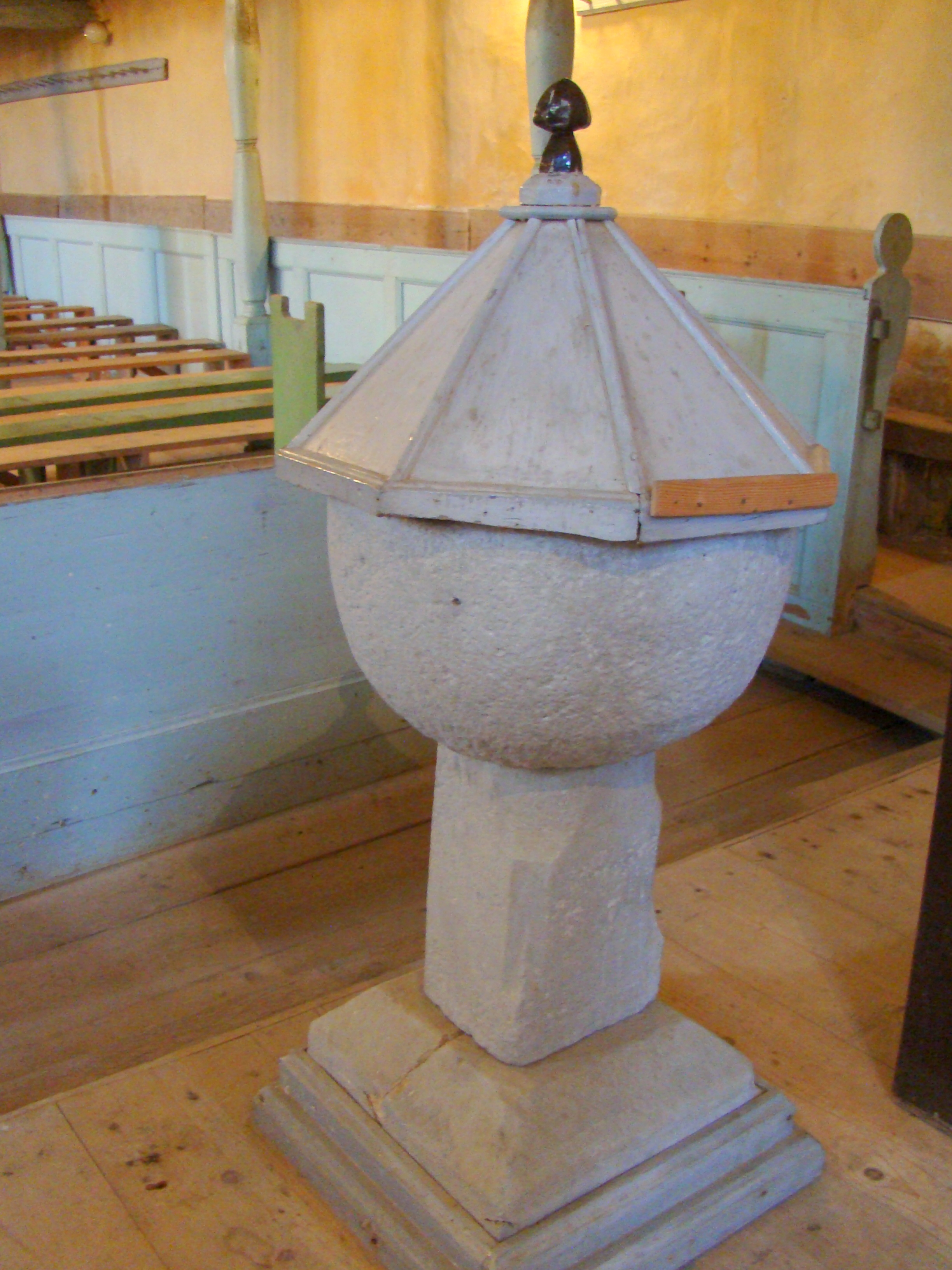
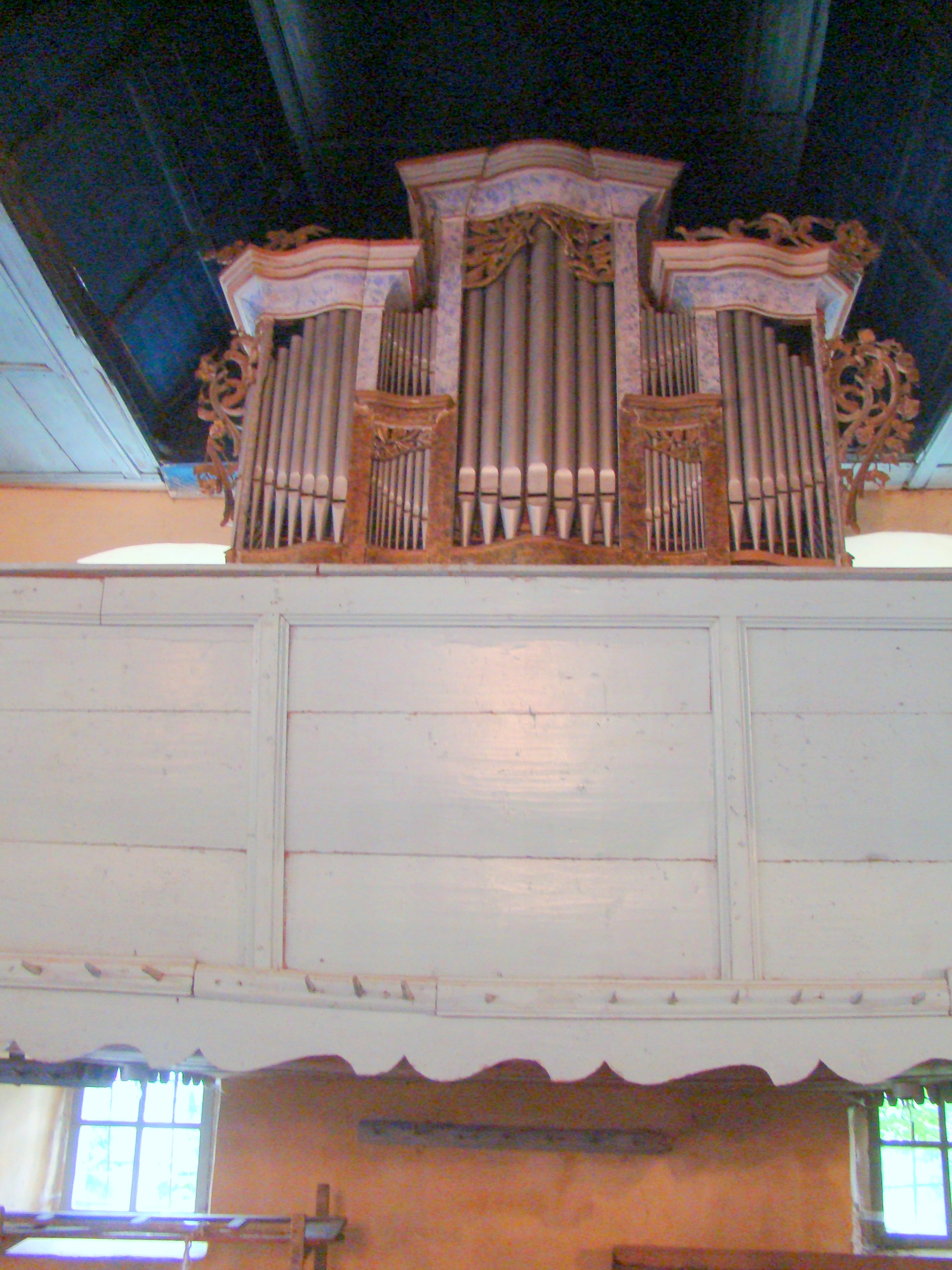
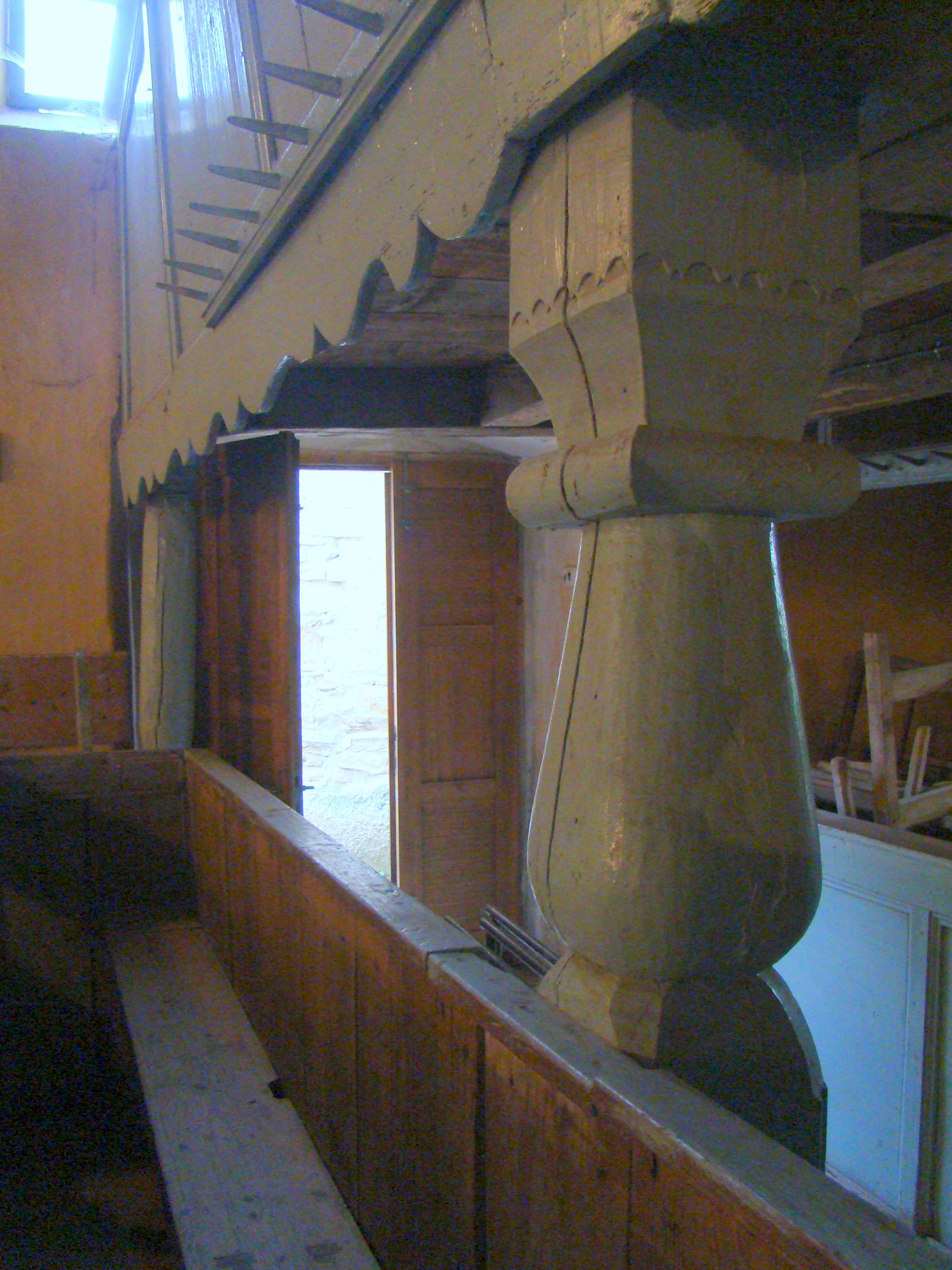
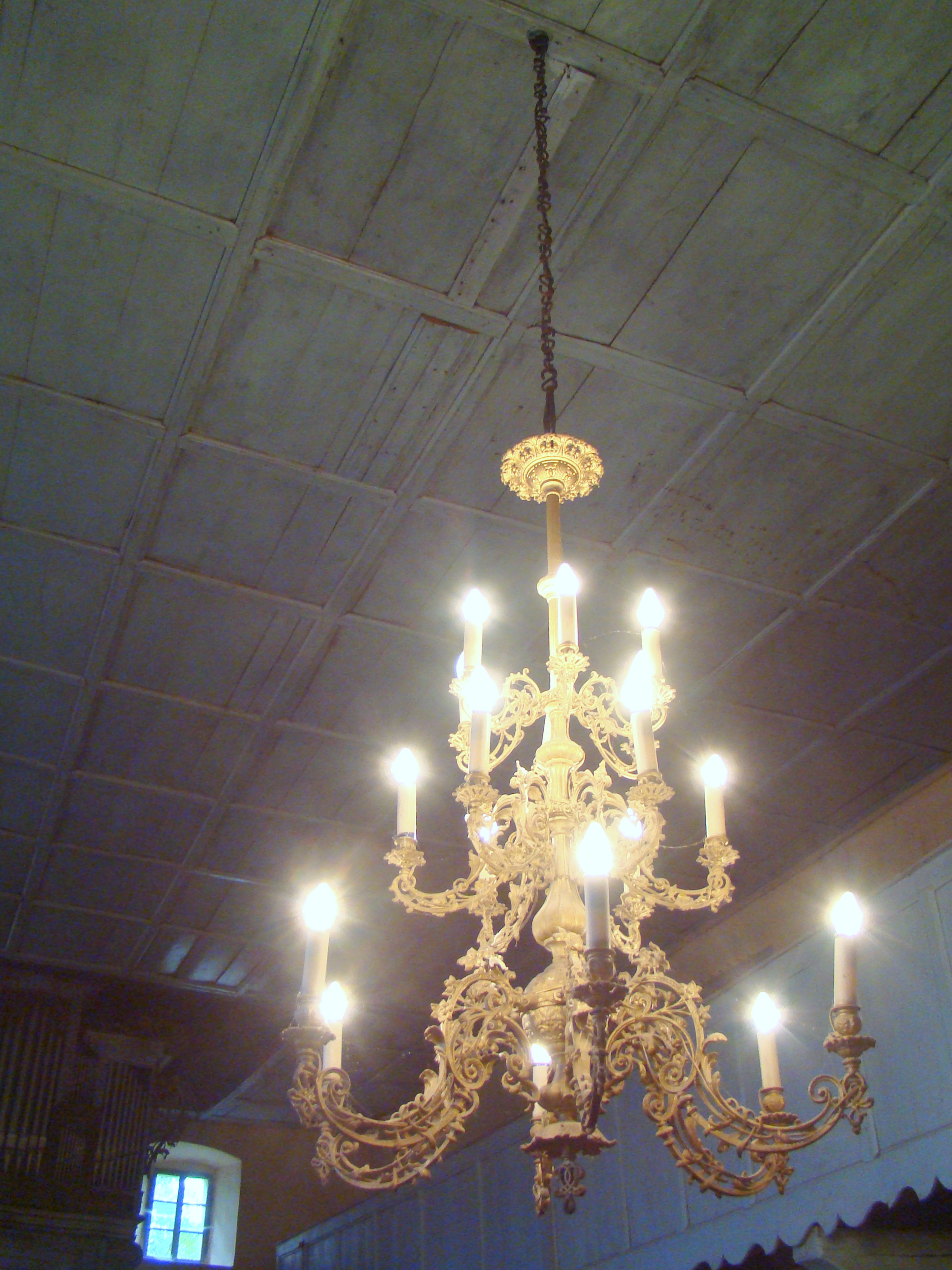
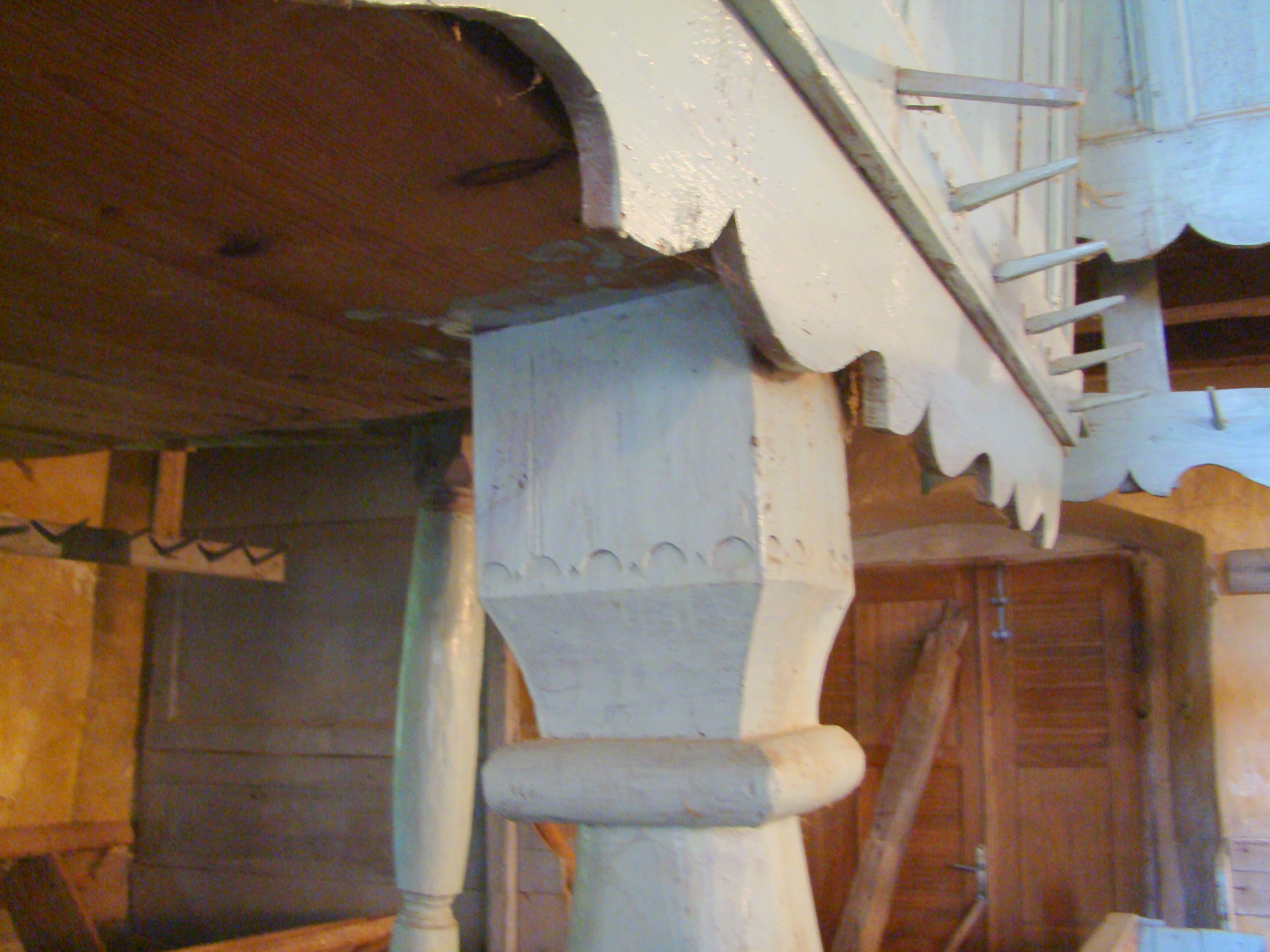
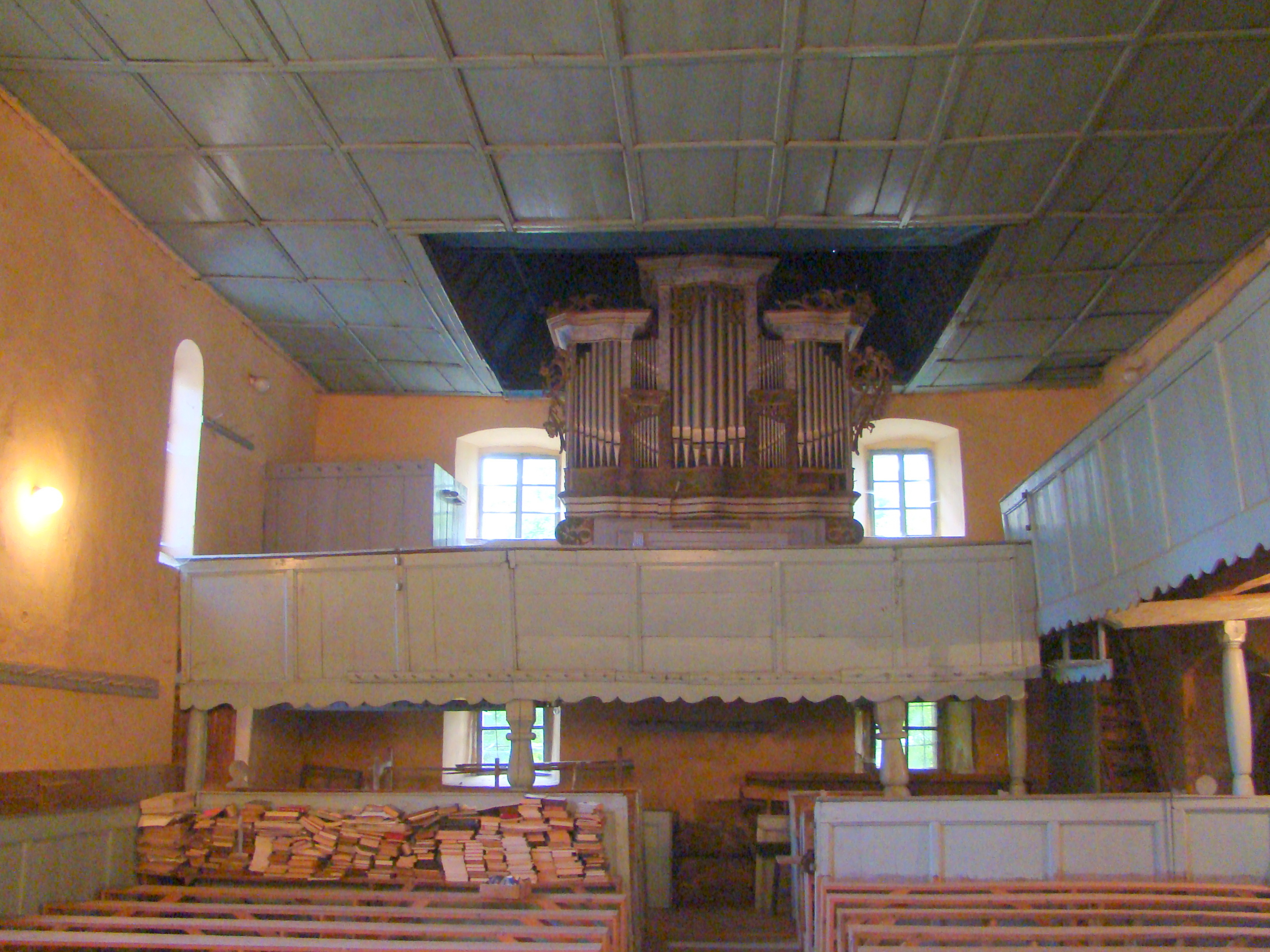
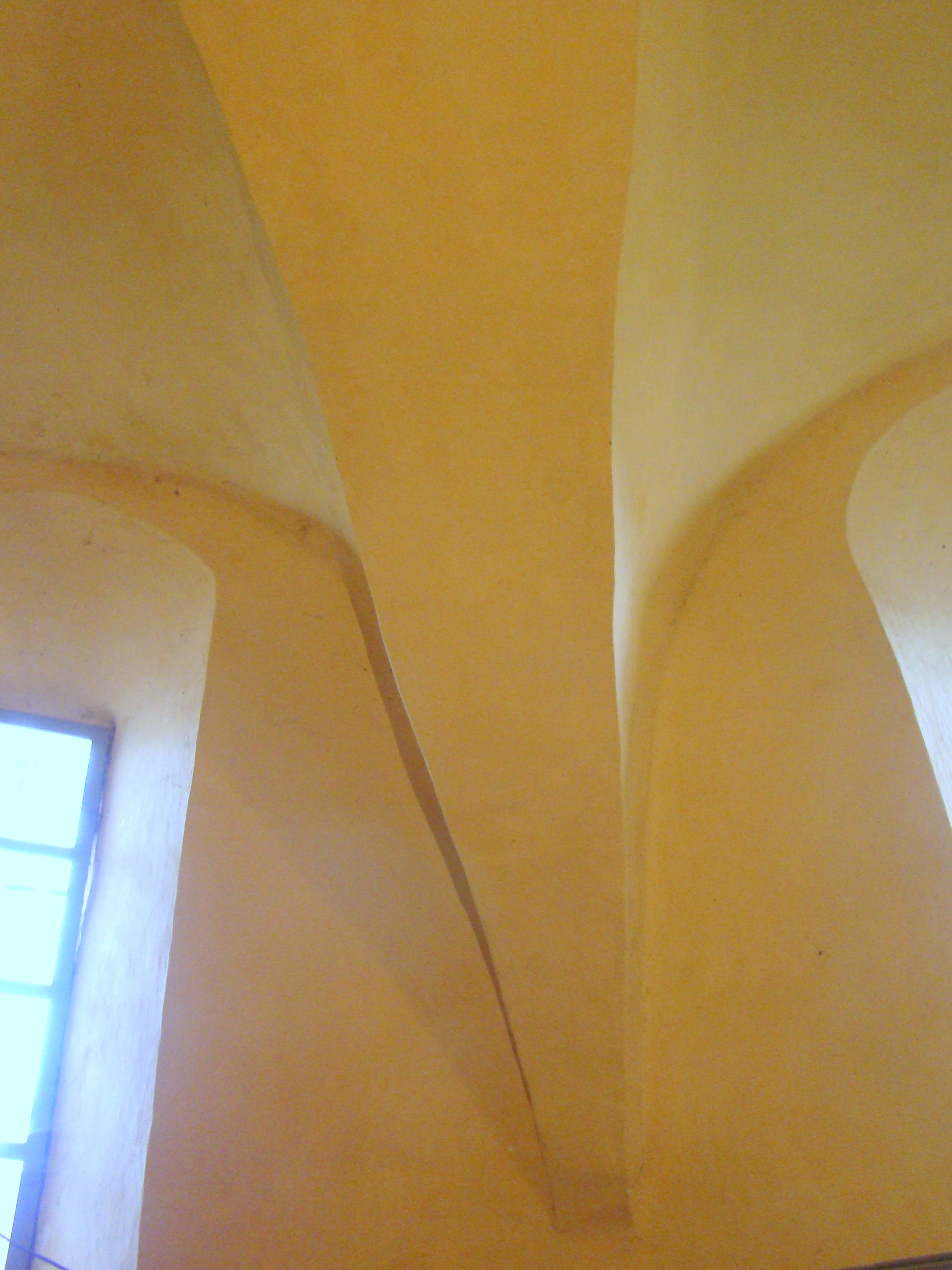
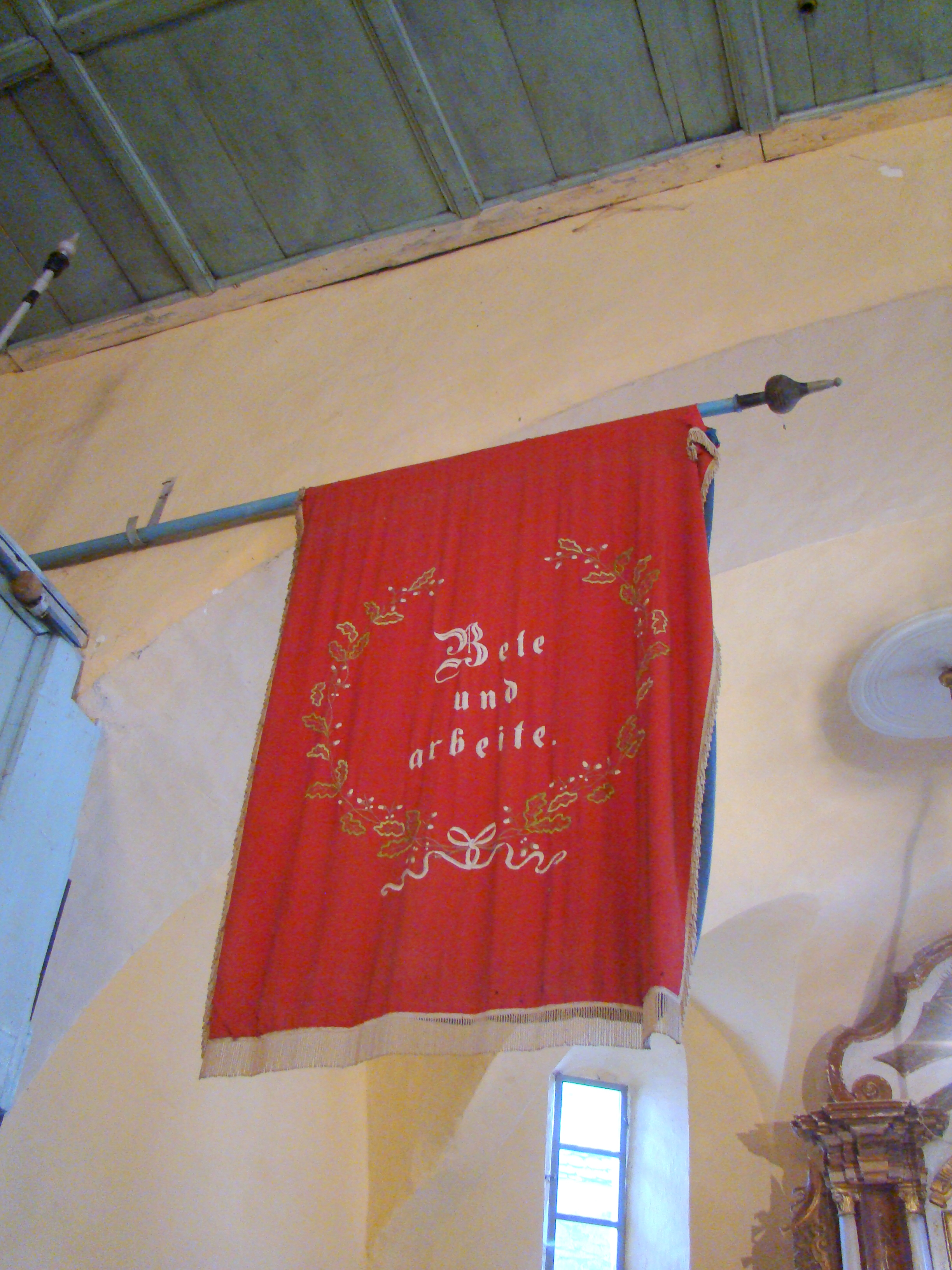
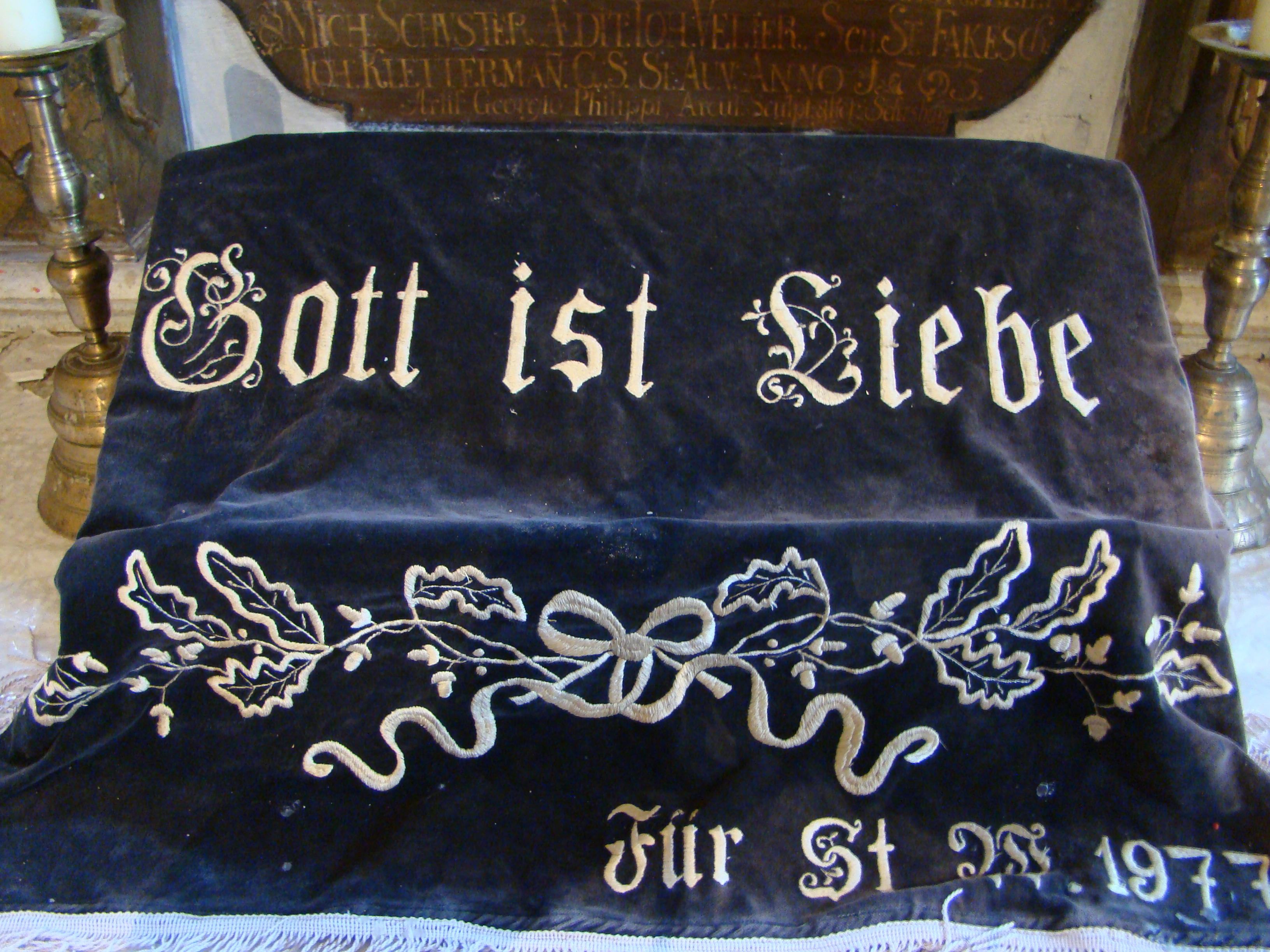
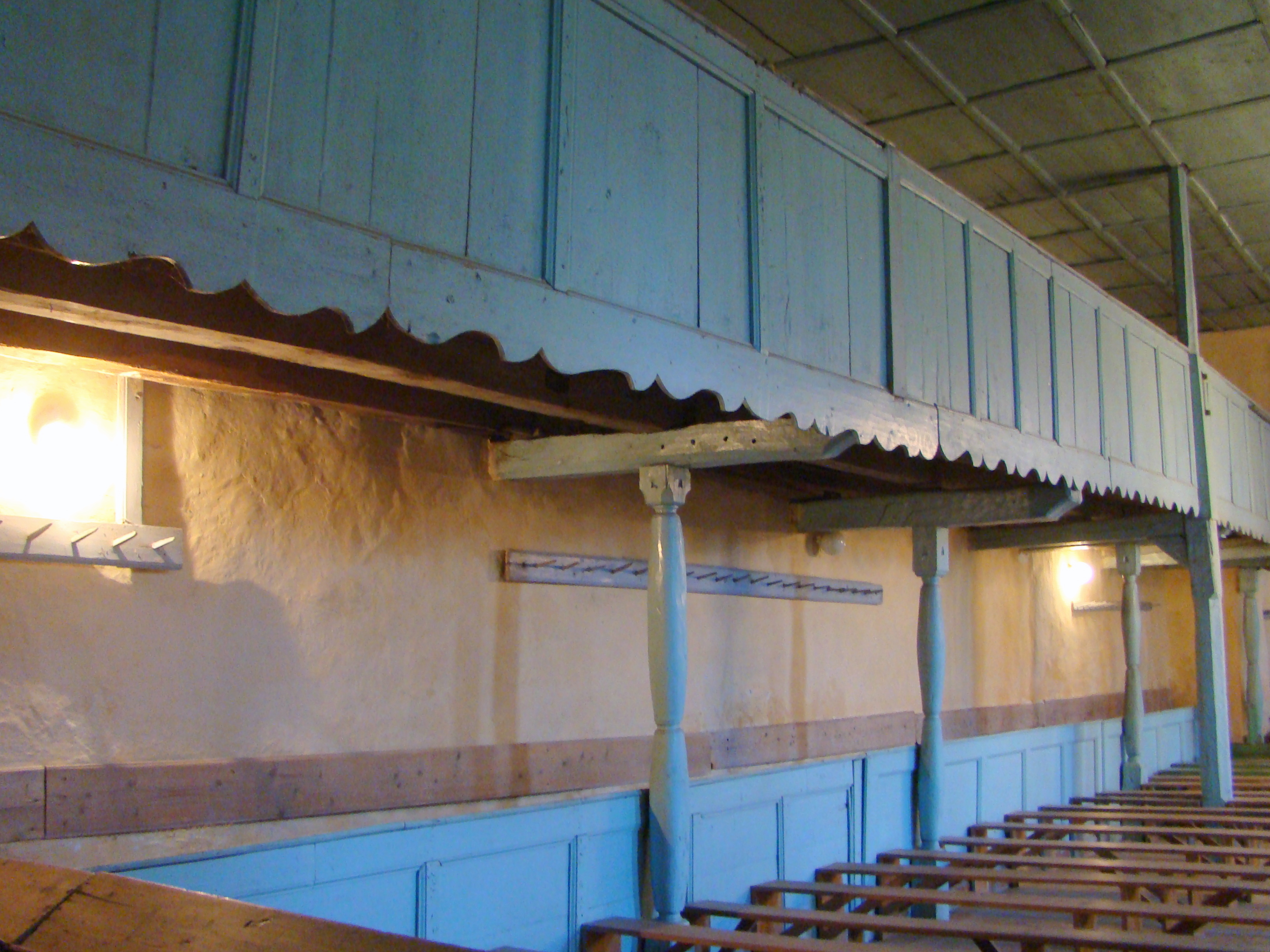
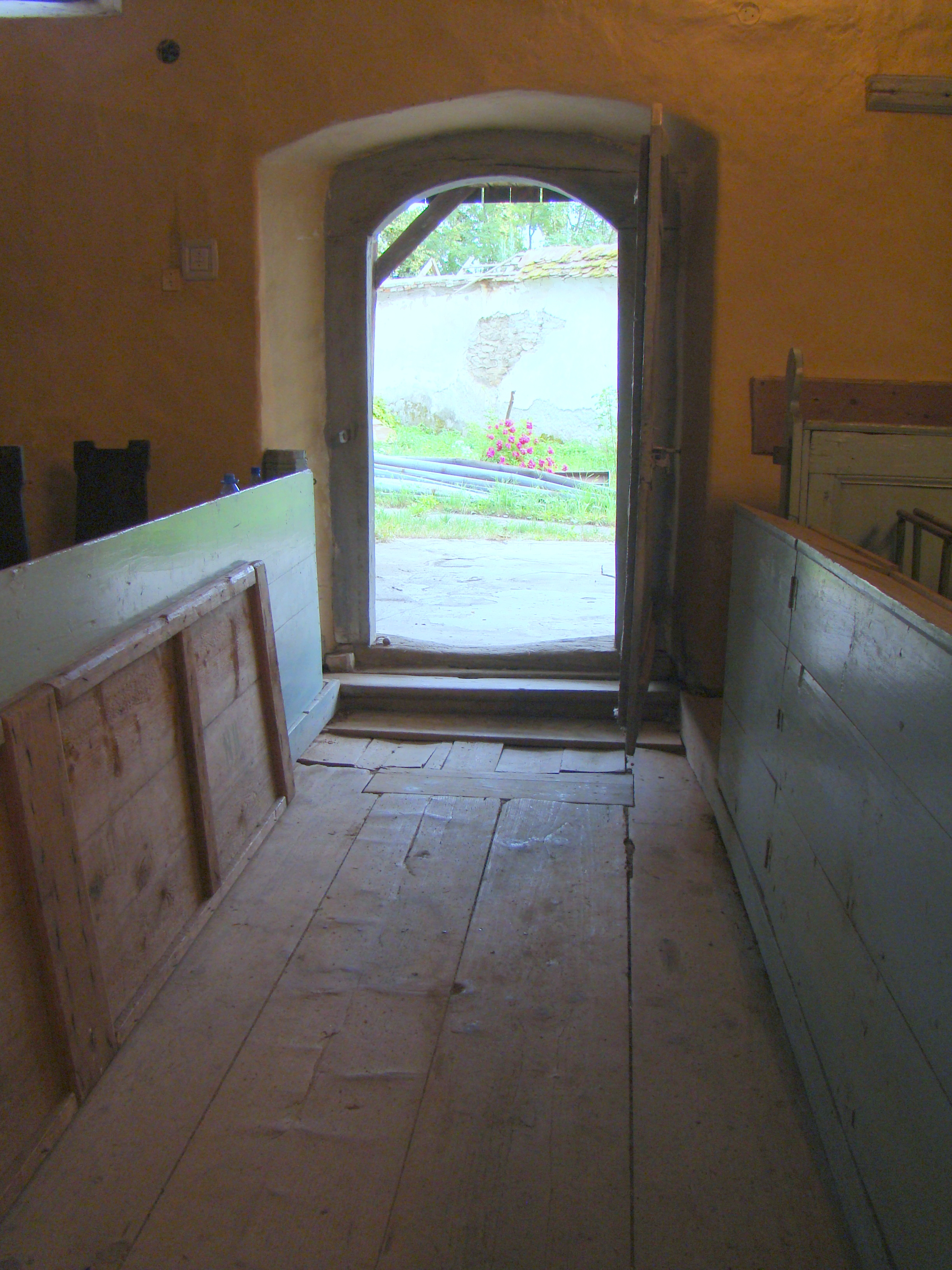

## Vezi și
- Seleuș (Zagăr), Mureș